# Walter Schober

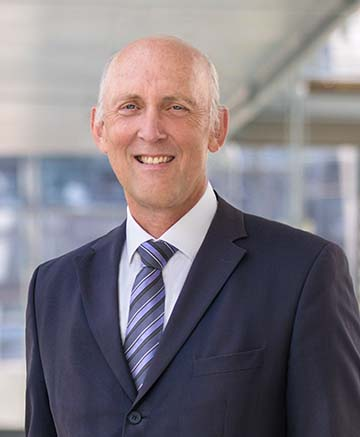
Walter Schober (2017)

Walter Schober (* 25. Juli 1961 in Straubing) ist ein deutscher Wirtschaftswissenschaftler und Hochschullehrer. Seit März 2012 ist er Präsident der Technischen Hochschule Ingolstadt.

## Leben
Von 1981 bis 1987 studierte Schober an der Ludwig-Maximilians-Universität München Betriebswirtschaftslehre sowie Wirtschafts- und Sozialpädagogik und erwarb Abschlüsse als Diplom-Kaufmann und Diplom-Handelslehrer. Im Jahr 1991 wurde er zum Dr. oec. publ. promoviert. Nach Führungspositionen bei der Motoren- und Turbinen Union München GmbH wechselte er im Jahr 1994 als Gründungsprofessor für Betriebswirtschaftslehre, Rechnungswesen und Controlling an die Technische Hochschule Ingolstadt (THI). Dort war er von 1997 bis 2000 Gründungsdekan der Fakultät Wirtschaftswissenschaften, bekleidete das Amt des Vizepräsidenten von 2000 bis 2002 sowie das des Dekans der Fakultät Wirtschaftswissenschaften von 2002 bis zu seiner Ernennung als Präsident.

## Funktionen und Ämter
Neben seiner Tätigkeit als Präsident ist Prof. Dr. Walter Schober im Vorstand von Hochschule Bayern e. V., seit 2020 dessen Vorsitzender. Zudem ist er Mitglied im Stiftungsrat der Bayerischen EliteAkademie und der Bayerischen Forschungsstiftung sowie im Strategierat der Bayerischen Forschungs- und Innovationsagentur. Weiterhin ist er Mitglied im Kuratorium des bidt – Bayerisches Forschungsinstitut für digitale Transformation und im Beirat des Promotionskollegs NRW. Er führt den Vorsitz im Aufsichtsrat der COPLAN AG.

## Auszeichnungen
2020: Peter-Apian-Medaille für wissenschaftliche Verdienste